# Temple protestant de Templeux-le-Guérard
Le temple protestant de Templeux-le-Guérard était un édifice cultuel de l'Église réformée de France depuis 2013, situé sur le territoire de la commune de Templeux-le-Guérard, dans le nord-est du département de la Somme, à la limite du département de l'Aisne.

## Historique
En 1691, alors que la France connaît les rigueurs de la révocation de l’édit de Nantes (1685), le village, ainsi que six autres localités environnantes : Hargicourt , Jeancourt, Lempire, Montbrehain, Nauroy et Vendelles, voient une partie de leurs habitants se convertir au protestantisme à la suite des visites du prédicant itinérant Jean Gardien Givry. Les prédications clandestines ont lieu au lieu-dit La Boîte à Cailloux, vallon isolé situé sur le terroir de la commune d'Hesbécourt. Une communauté protestante vécut dans le village. Le temple est aujourd'hui désaffecté.
Un temple protestant avait été construit à Templeux-le-Guérard, en 1787 et fut vendu à un particulier, en 1852. Ce temple existait encore en 1874.
Le temple actuel a été construit en 1925, en remplacement d'un précédent édifice datant de 1853 et qui avait été détruit au cours de la Première Guerre mondiale, en 1917.
Un litige oppose la municipalité de Templeux-le-Guérard et la paroisse protestante au sujet de la possession du lieu. La paroisse ne peut prouver qu'elle en est propriétaire et la municipalité prétend l'être. De ce fait, le temple est laissé à l'abandon.

## Caractéristiques
Le temple, de taille modeste, est un bâtiment construit en brique selon un plan quadrangulaire. La façade est percée d'une porte surmontée d'un auvent couvert de tuiles. Trois baie terminées en arc de cercle sont situées au-dessus de l'auvent. Une croix en ciment domine l'ensemble.